# فرودگاه آبی چوتس-دس-پاسس/لاک مارگان
فرودگاه آبی چوتس-دس-پاسس/لاک مارگان (به انگلیسی: Chutes-des-Passes/Lac Margane Water Aerodrome) یک فرودگاه همگانی است که یک باند فرود آب دارد. این فرودگاه در کشور کانادا قرار دارد و در ارتفاع ۳۹۹ متری از سطح دریا واقع شده‌است.